# جان آيرتس
جان آيرتس مواليد 08 سبتمبر 1907 في بلجيكا - الوفاة 15 يونيو 1992 في بروج، كان دراج بلجيكي في صنف سباق الدراجات على الطريق. سبق أن شارك في دورة الألعاب الأولمبية الصيفية.

## سجل النتائج

### سباقات أو مراحل فاز بها
- طواف فرنسا
- بطولة العالم لسباق الدراجات على الطريق
- طواف سويسرا

## الميداليات
| الميدالية | المسابقة                                    |
| --------- | ------------------------------------------- |
| ذهبية     | بطولة العالم لسباق الدراجات على الطريق 1935 |
| ذهبية     | بطولة العالم لسباق الدراجات على الطريق 1927 |
| برونزية   | بطولة العالم لسباق الدراجات على الطريق 1928 |

## وصلات خارجية
- الموقع الرسمي

## روابط خارجية
- جان آيرتس على موقع أرشيف الدراجات (الإنجليزية)
- جان آيرتس على موقع إحصائيات الدراجات الإحترافية (الإنجليزية)
- جان آيرتس على موقع CycleBase (الإنجليزية)
- جان آيرتس على موقع أوليمبيديا (الإنجليزية)